# Жозеф Бартель
Жозе́ф «Жозі» Анрі Барте́ль (фр. Joseph Henry Barthel) — легкоатлет, бігун на середні дистанції. На змаганнях 1952 року представляв Люксембург і є єдиним в історії цієї країни спортсменом-олімпійським чемпіоном.
Народився у комуні Мамер в Люксембурзі. В 1947 і 1948 роках здобував перемоги на чемпіонатах світу серед військових у бігу на 800 (двічі) і 1500 метрів. 
У 1948 році брав участь у Олімпійських іграх, де у фінальному забігові на 1500 метрів зайняв 9-е місце, на дистанції 800 метрів був у півфіналі. Після цього перемагав на чемпіонатах світу серед студентів 1949 року (1500 м) та 1950 року (800 і 1500 м).
На Олімпійських іграх 1952 року Бартель сенсаційно виграв золоту медаль у забігу на 1500 метрів, встановивши новий олімпійський рекорд. Його перемога була настільки несподіваною для організаторів, що під час церемонії нагородження не знайшлося запису гімну Люксембурга. Гімн виконував оркерстр, який зробив це погано, що засмутило Жозефа настільки, що він розплакався. Досі Бартель залишається єдиним олімпійським чемпіоном з Люксембурга.
Через чотири роки виступив на Олімпіаді у Мельбурні, після чого завершив спортивну кар'єру. Протягом 1946—1956 років він також був чемпіоном Люксембургу у бігу на 800 і 1500 метрів.
У 1962 році став президентом Люксембурзької федерації легкої атлетики, а з 1973 по 1977 був президентом Олімпійського комітету Люксембурга. Також займав посади в уряді Люксембурга.
Помер 1992 року після важкої хвороби.
Іменем Жозі Бартеля названо стадіон, де проводить матчі національна збіна Люксембургу з футболу.